# 三光坂
座標: 北緯35度38分37.3秒 東経139度43分49.4秒 / 北緯35.643694度 東経139.730389度三光坂（さんこうざか）は、東京都港区白金二丁目と四丁目の境界に存在する坂。坂下は、恵比寿通り（東京都道305号芝新宿王子線）との交差点になっており、ここから目黒通りまで向かう道路の中途までの区間が三光坂となっている。

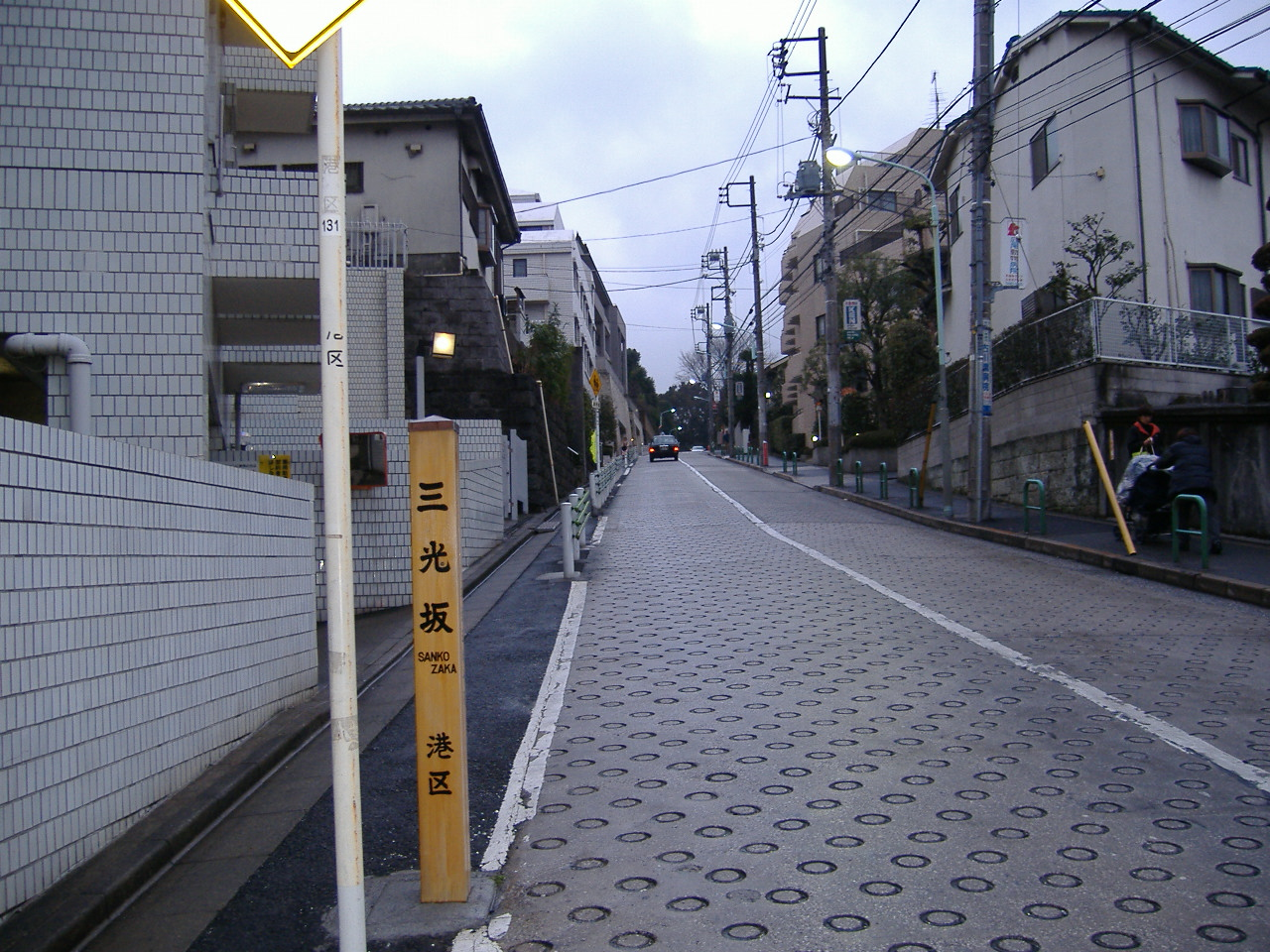
三光坂

坂を上ると高級住宅地が広がる。坂下に、都営バス田87のバス停「三光坂下」が存在する。

## 別名
右の写真にある港区によって建てられた標柱によれば、本来は坂下専心寺にあった三葉の松にもとづき三鈷（さんこ）坂だったというが、別に、日月星の三光などともいう。
かつては三葉坂とも呼ばれていた。
上記の三鈷とは、仏教の法具である金剛杵の一種をいう。